# Казолі
Казолі (італ. Casoli) — муніципалітет в Італії, у регіоні Абруццо, провінція К'єті.
Казолі розташоване на відстані близько 155 км на схід від Рима, 80 км на схід від Л'Аквіли, 28 км на південь від К'єті.
Населення — 5771 особа (2014).

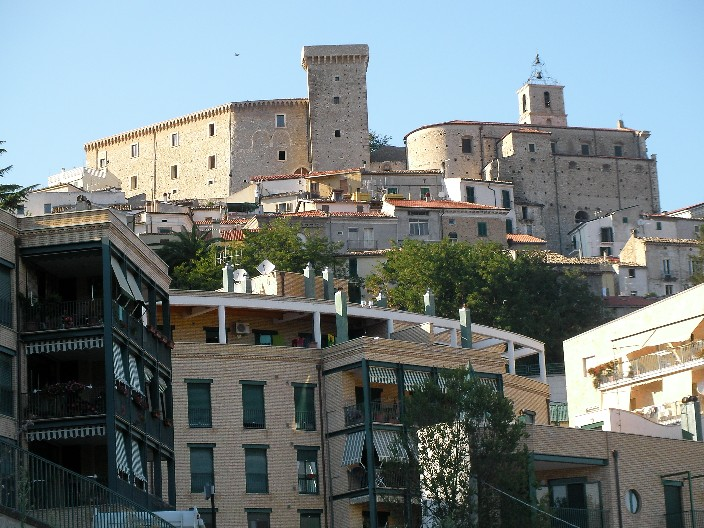

Щорічний фестиваль відбувається 8 жовтня. Покровитель — Santa Reparata.

## Демографія
Населення за роками:

Станом на 1 січня 2023 року в муніципалітеті офіційно проживало 405 іноземців з 36 країн, серед них 145 громадян країн Євросоюзу та 5 громадян України.

## Сусідні муніципалітети
- Альтіно
- Чивітелла-Мессер-Раймондо
- Джессопалена
- Гуардіагреле
- Паломбаро
- Роккаскаленья
- Сант'Еузаніо-дель-Сангро